# Huichi Chiu
Huichi Chiu (chino tradicional: 邱惠祺; nombre alternativo: Chi) (Kaohsiung, Taiwán, 17 de marzo de 1978) es una actriz, profesora y artista plástica de origen taiwanés que ha desarrollado la mayor parte de su carrera artística en España. Su fama comenzó tras interpretar a Akame en Vis a vis.

## Biografía

### Formación
Se licenció en Bellas Artes en la National Kaohsiung Normal Universidad de Taiwán. Después de trabajar dos años como profesora de bellas artes en Taiwán, se trasladó a España para estudiar flamenco aunque finalmente se decidió por la interpretación. Estudió en la Escuela de Teatro de Mar Navarro de Madrid, escuela profesional de teatro especializada en la técnica de Jacques Lecoq. Actualmente sigue formándose en las disciplinas de danza contemporánea y artes marciales.

### Trayectoria profesional
Huichi hizo su primera aparición cinematográfica en Proverbio chino, un cortometraje de Javier San Román (2005) que fue nominado en la edición del 2008 de los premios Goya. Ha participado en diferentes producciones para cine, siendo reseñables los largometrajes: La familia perfecta (2020) de Arantxa Echevarría, The Pelayos (2011) de Eduard Cortés, Schimbare (2013) de Álex Sampayo. Con Huidas (2011) de Mercedes Gaspar, obtuvo el premio a mejor interpretación femenina en la sección Cinema d'Autor en el Festival de Cine de Girona (2014)y el premio a mejor actriz en Overlook en Roma, en la sección Concorso internazionale lungometraggi/International feature films competition (2014). Asimismo, ha trabajado en títulos como El sueño de Iván (2011) de Roberto Santiago, Nobody's rose (2010) y Leaving Cuenca (2010), ambos de Ignacio Oliva, Ramírez (2007) de Albert Arizza, y Una sonrisa al viento (2006), de Dionisio Pérez Galindo.
En 2009 fue uno de los rostros fotografiados por Alberto García-Alix para la exposición itinerante Nuevos rostros de Madrid. Además ha protagonizado microseries como Playlist- mi lista de favoritos (2011), Un ou de closca verda (2009) o Vent maleit (2008) de Miguel Bosch. Participó en cortos como Vocabulario (2013) de Sam Baixauli, que ganó el mejor cortometraje otorgado por el Festival español de cortos "Miradas/Blecker" de Luxemburgo; La boda (2011) de Marina Seresesky, que fue nominado en la edición del 2013 de los premios Goya, A mi lado (2010) de Javier Marco, y Miss Democracia (2007) de Virginia Romero.
En televisión ha intervenido en series como la alemana Tatort: Die chinesische Prinzessin, como coprotagonista (2013); Vis a vis (2018) de Fox España; Félix (2018) de Movistar+; La vida loca (2011) de Telecinco; Águila roja (2009) de TVE; ¿Hay alguien ahí? (2009) y Ciega a citas (2014) de Cuatro; Mi gemela es hija única (2008-2009) de Telecinco; Cuerpo de élite (2018), Los hombres de Paco (2010), LEX (2008), La familia Mata (2008) e Impares (2008), todas de Antena 3.
En teatro destacan sus trabajos en Top girls (2019) de Caryl Churchill, dirigida por Juanfra Rodríguez y producida por el Centro Dramático Nacional; Fiesta, Fiesta, Fiesta (2017) de Lucía Miranda; Historias de Usera (2016) de Fernando Sánchez-Cabezudo, con la que ganó el Premio Max en la categoría de Mejor Producción Privada de Artes Escénicas; Navidad en casa de los Cupiello (2016) de Eduardo de Filippo, dirigida por Aitana Galán y producida por el Centro Dramático Nacional; El señor Ye ama los dragones (2015) de Paco Bezerra, dirigida por Luis Luque y producida por el Teatro Español; Carne viva (2014) de Denise Despeyroux, El banquete (2013-2014) de Sonia Sebastián, Transit (2011) de Marcelo Díaz; Madrid Laberinto XXI (2008), que fue representado en el teatro Volksbühne de Berlín, y La pesadilla de Kepler (2007), ambas de Darío Facal; Rey Lear (2011) y Hamlett (2009) de Ana Contreras.

## Filmografía

### Cine
- Schimbare
- Vocabulario
- The Pelayos
- Huidas (protagonista)
- El sueño de Iván
- Nobody´s rose
- Leaving Cuenca (mediometraje) (protagonista)
- Ramírez
- Una sonrisa al viento
- Playlist- mi lista de favoritos (protagonista)
- Un ou de closca verda
- Vent maleit (protagonista)
- Proverbio chino (cortometraje)
- La boda
- A mi lado (cortometraje)
- Miss Democracia (cortometraje)
- Se alquila mundo con 4 continentes, cocina y baño (cortometraje)

### Televisión
2018

| Series de televisión       | Series de televisión | Series de televisión | Series de televisión | Series de televisión |
| Año                        | Título               | Papel                | Cadena               | Capítulos            |
| -------------------------- | -------------------- | -------------------- | -------------------- | -------------------- |
| 2008                       | LEX                  | Desconocido          | Antena 3             | 1 capítulo           |
| 2009                       | La familia Mata      | Yusu                 | Antena 3             | 1 capítulo           |
| 2009                       | Águila Roja          | Sung Yi              | La 1                 | 1 capítulo           |
| 2010                       | ¿Hay alguien ahí?    | Desconocido          | Cuatro               | 1 capítulo           |
| 2010                       | Los hombres de Paco  | Desconocido          | Antena 3             | 1 capítulo           |
| 2013                       | Tatort               | Songma               | Das Erste            | 1 capítulo           |
| 2014                       | Ciega a citas        | Orisa                | Cuatro               | 6 capítulos          |
| 2015                       | Cuéntame cómo pasó   | Madre Fan-Fan        | La 1                 | 1 capítulo           |
| 2016                       | La que se avecina    | Traductora           | Telecinco            | 3 capítulos          |
| 2016                       | Velvet               | Mujer Oriental       | Antena 3             | 1 capítulo           |
| 2018                       | Cuerpo de élite      | Joy                  | Antena 3             | 1 capítulo           |
| 2018                       | Vis a vis            | Akame                | FOX España           | 8 capítulos          |
| Érase una vez...pero ya no | reparto              | Netflix              | varios capítulos     |                      |
| La noche más larga         | Emma                 | Netflix              | varios capítulos     |                      |

- La vida loca.
- Mi gemela es hija única.
- Impares.

### Teatro
- Granada, Café literario del Canal Granada, de Yannis Kalavrianós (Grecia) lectura dramatizada, Dir: Víctor Velasco, personaje: Juana la loca, 2021.
- Las ejemplares, Dir: Javi Giner, Prod. La Sociedad Cervantina, personaje: Braganza, 2021.
- Galdós en el español, ciclo de lecturas dramatizadas, Teatro Español, 2020.
- El mercado de las perlas, Festival de poesía Poemad., Dir: Víctor Velasco, Centro Cultural Conde Duque, 2019.
- Top Girls.
- Un idioma propio.
- Fiesta, Fiesta, Fiesta.
- We Women.
- El jurado.
- Navidad en casa de los Cupiello.
- Moon River.
- Historias de Usera.
- Iliria.
- Invernadero.
- El señor Ye ama los dragones.
- Carne viva.
- Amazing future: Los viajes de Macarena Chang.
- El banquete.
- Transit.
- Madrid Laberinto XXI.
- La pesadilla de Kepler.
- Rey Lear.
- Hamlet.